# 併用軌道
併用軌道（へいようきどう）とは、道路上に敷設された軌道。

## 日本における併用軌道
日本では軌道建設規程における分類で、「道路上その他公衆の通行する場所に敷設される軌道」を「併用軌道」、その他の軌道を「新設軌道」に分ける。自動車交通の普及に伴う路面電車の廃止により減少傾向にあったが、国のLRT整備の方針の下、2006年に富山ライトレール（当時、2020年より富山地方鉄道が運営）富山港線の一部区間（富山駅北駅 - 奥田中学校前駅付近）で、2023年には宇都宮ライトレールの宇都宮芳賀ライトレール線で、新規に整備されているほか、2012年度には全線新設軌道であった東急世田谷線の若林踏切（西太子堂5号踏切）が第4種踏切から併用軌道に変更されている。

### 軌道法と鉄道事業法
日本国内においては、基本的には軌道法に準拠する軌道として敷設されているが、例外的に鉄道事業法に準拠している場合もある。

#### 軌道法によるもの
軌道法に於ける路線については、第二条に「軌道ハ特別ノ事由アル場合ヲ除クノ外之ヲ道路ニ敷設スヘシ」とあるように道路への敷設を原則としている。併用軌道から新設軌道へは工事方法書の変更により行うことが出来て、鉄道より変更が容易になっている。
なお、道路(公道)上を走行するため、運転は日本においては軌道運転規則だけでなく道路交通法にも準拠して行われる。通常の鉄道と違う点は概ね以下の通りである。
- 列車の長さは30 m以下に制限される。ただし広島電鉄の5000形（グリーンムーバー）や、4両編成で運行している京阪京津線は編成長がこれを超えるため許可を得ており、それ以外でもそのような路線は過去に複数存在していた。
- 最高速度は40 km/h以下に制限される。
- 系統や行き先を車両外部に明示しなければならない。
- 複線区間では閉塞設備を要せず、目視で続行運転できる。
- 通票が存在する単線区間においても、最後尾以外の車両は続行標（続行運転を行っていることを示す、車両に取り付ける標識）を掲出して続行運転できる。（併用軌道区間でのスタフ閉塞を参照）
- 信号機は軌道信号機と呼ばれており、進行信号は黄色の矢印、停止信号は赤色×印だが、単線区間では、鉄道での自動閉塞による運転と続行運転の両方ができるように、行き違いができる停車場に単線区間での車両数と進行方向を表示する信号が併設されている場合がある。
- 自動車用の信号機にも従う。

なお、路面電車サイズを超える大型の鉄道車両が軌道を走行する場合は、後述の鉄道事業法に基づく場合のみならず、福井鉄道福武線のように専用軌道部分は鉄道事業法、併用軌道は軌道法に基づき建設されている場合や、京阪京津線のように専用軌道を含め全線が軌道法に基づき建設されている場合もあり、車両の大きさと適用される法令は一致しない。この場合には軌道を大型の鉄道車両が走行していることになる。

#### ギャラリー

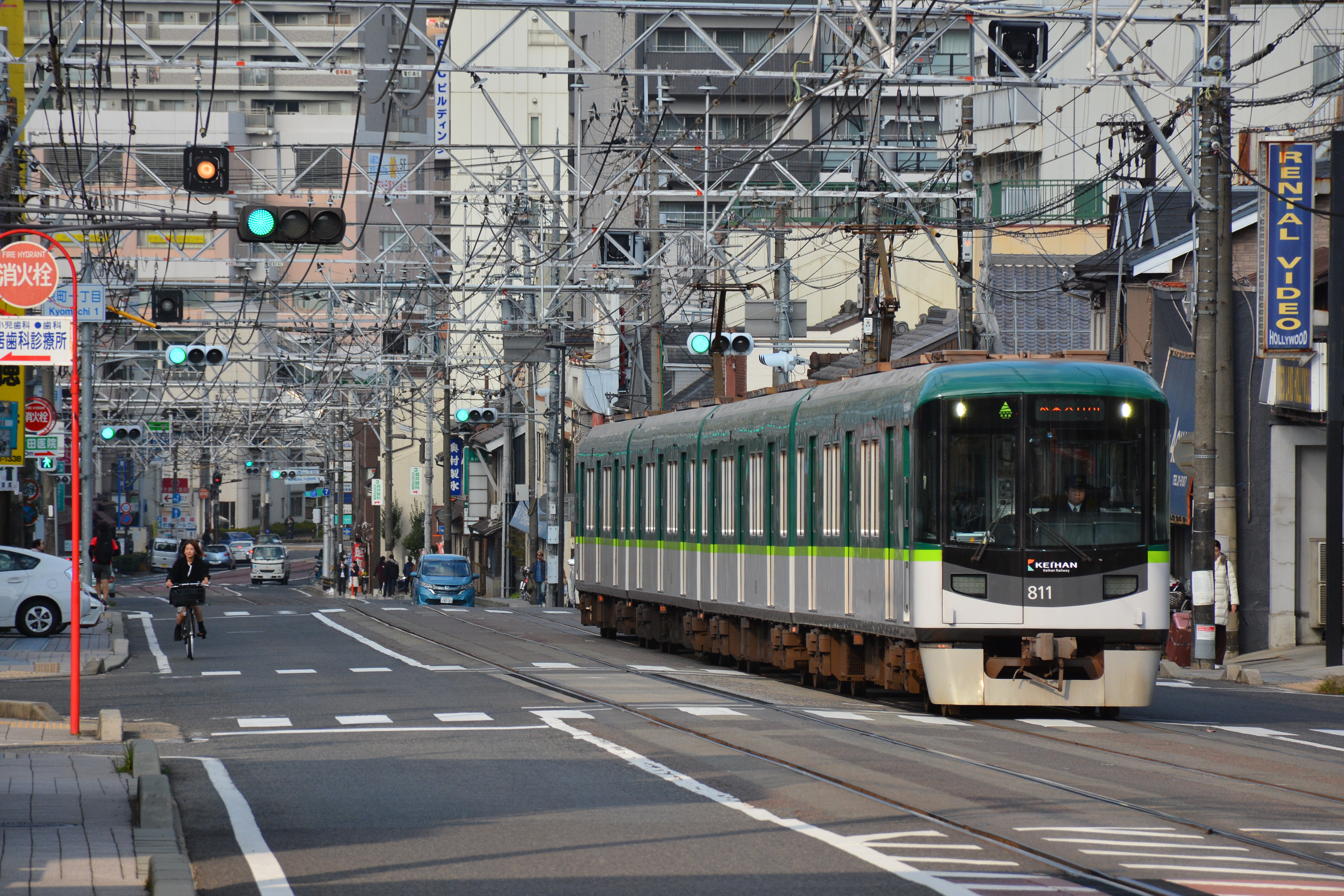
京阪電気鉄道の併用軌道と、4両編成で全長64mの京阪京津線「京阪800系電車」（2019年11月）
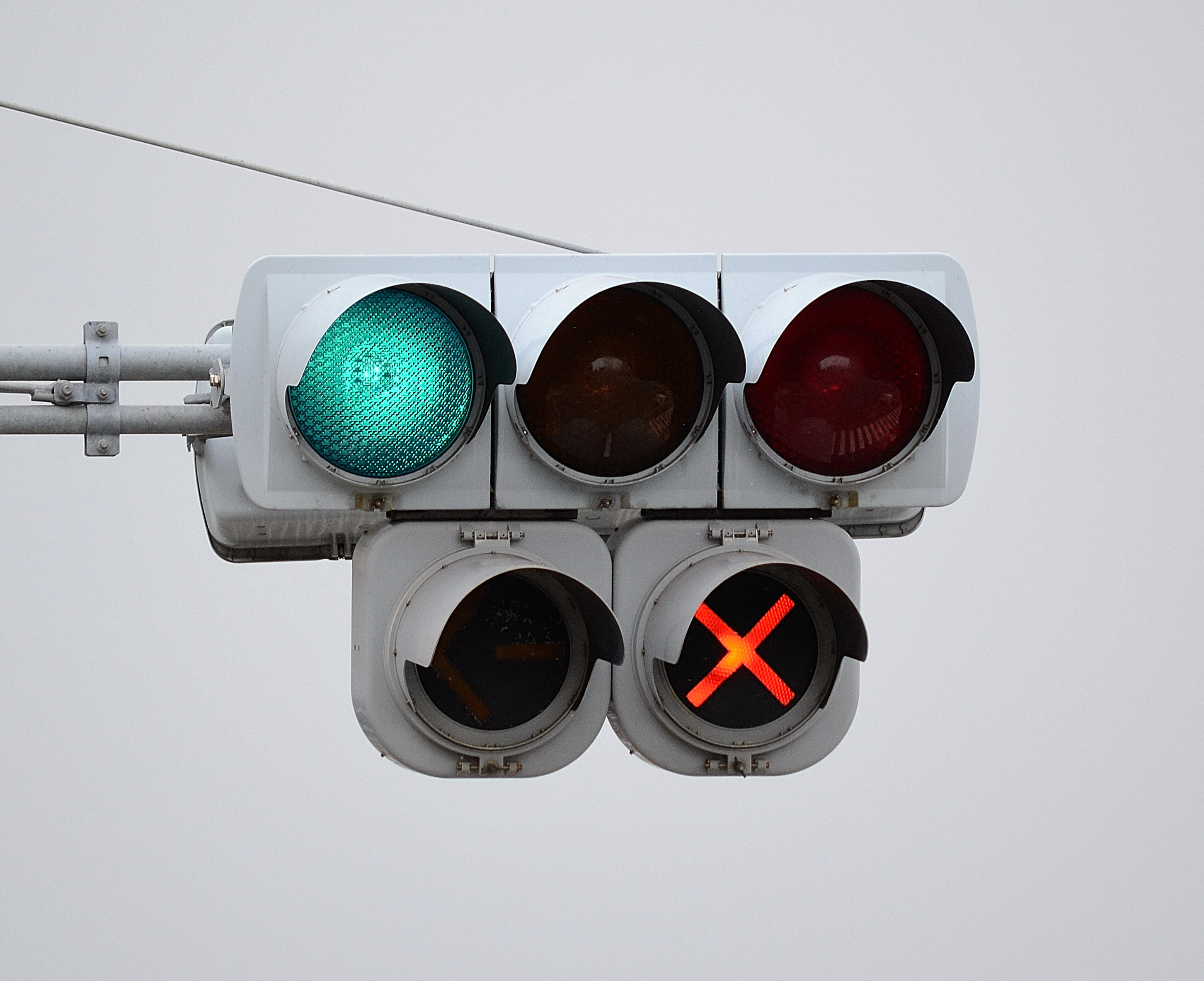
自動車用の信号機に併設されている軌道信号機、自動車は進行、電車は停止を現示している
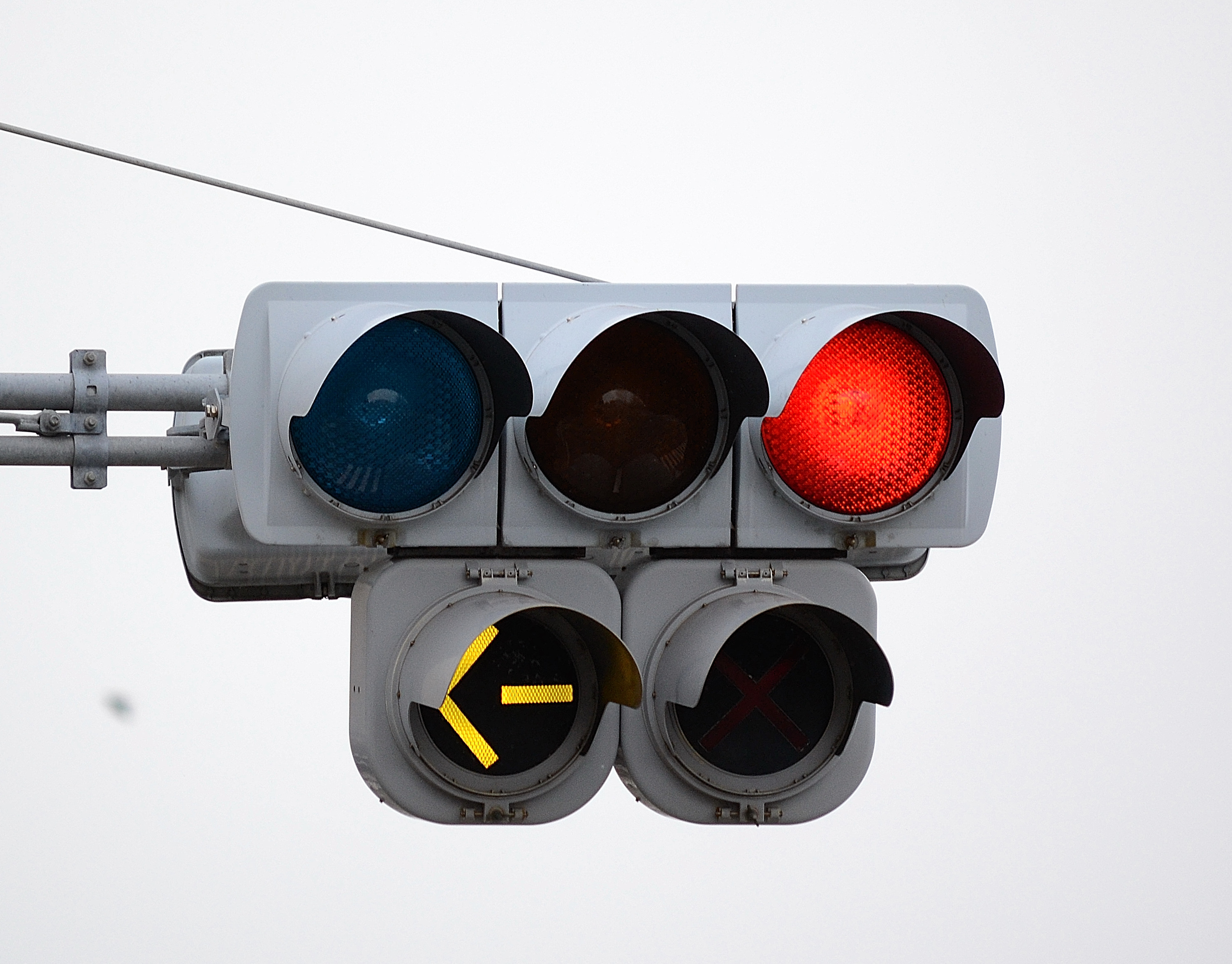
自動車用の信号機に併設されている軌道信号機、自動車は停止、電車は左側に進行を現示している
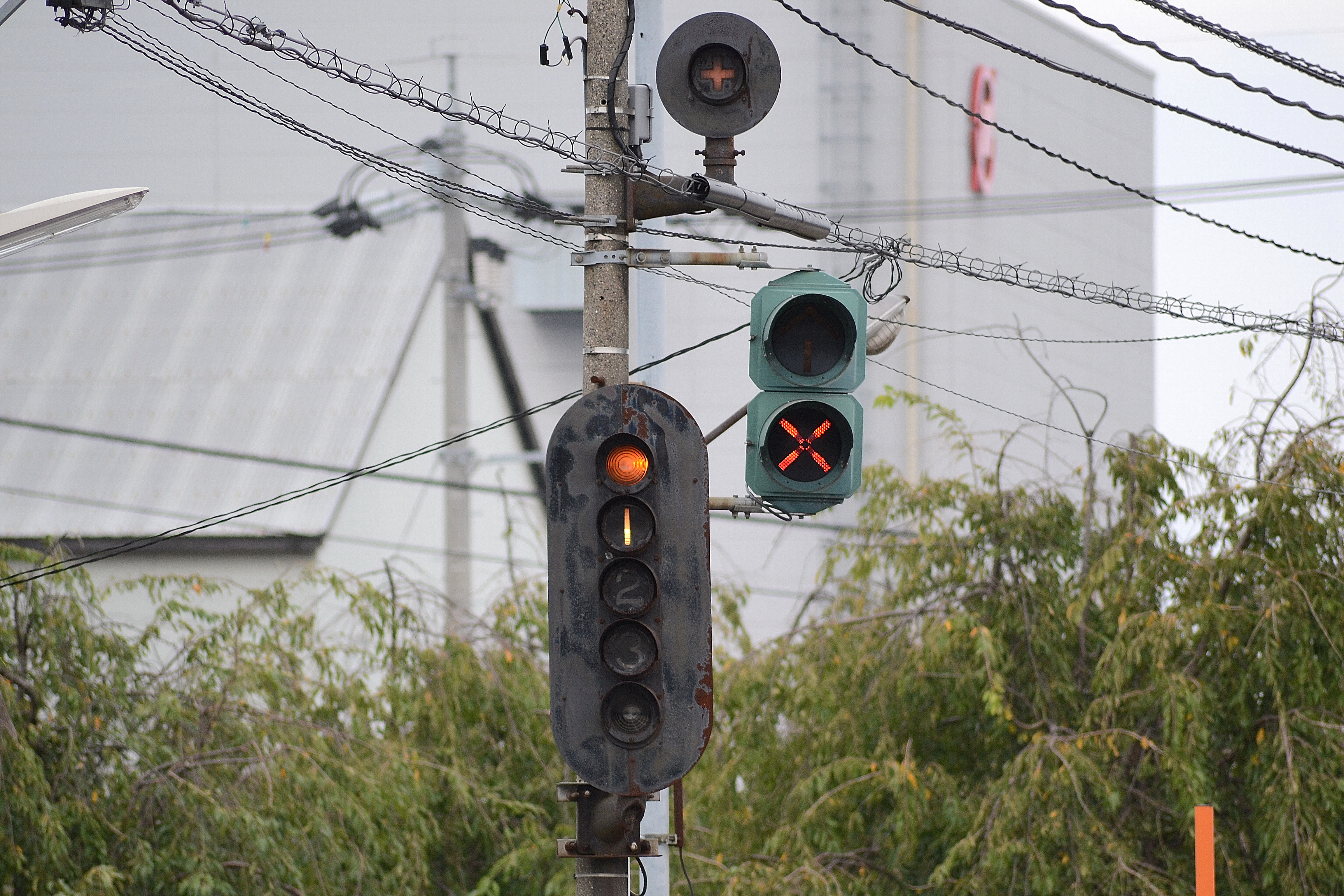
車両数と進行方向の信号が併設された軌道信号機。停止信号を現示しており、この先の単線区間に1本の電車があり、進行方向が奥から信号機側になっていることを現示している

#### 鉄道事業法によるもの
併用軌道は鉄道事業法（旧・地方鉄道法）に基づくものも存在する。鉄道事業法による場合、同法第61条は道路への線路敷設を原則禁止しているが、同条2項に基づく政令による手続きを経て許可を得ている。
現存するものでは江ノ島電鉄線と、熊本電気鉄道藤崎線がある。いずれも元は軌道として敷設され、後に鉄道へ変更されたものである。
過去のものでは近鉄奈良線奈良市内（軌道より変更したもの）の他、鉄道道路併用橋として名鉄犬山線の犬山橋、東急大井町線の二子橋など、日本各地に多くが存在した。

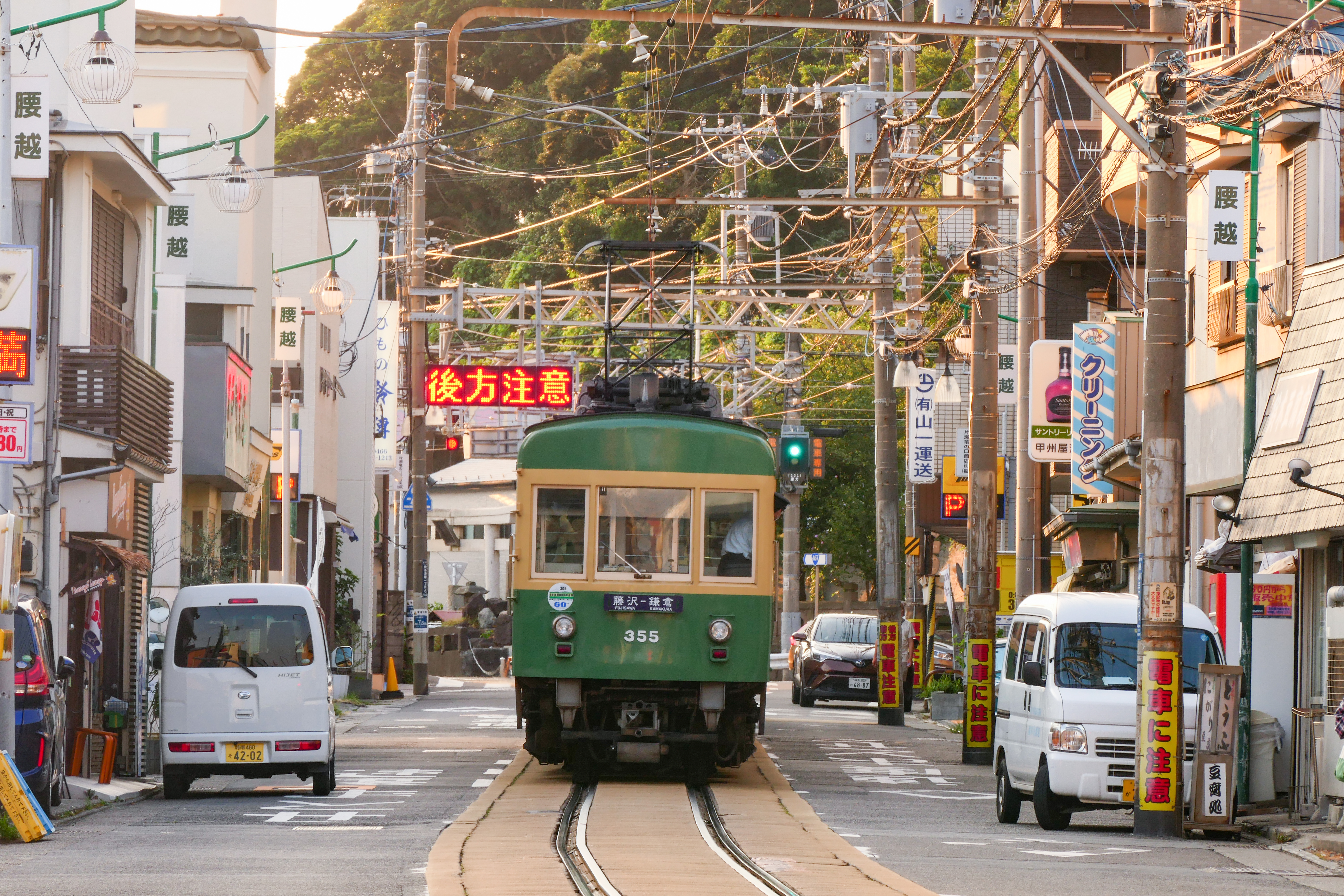
江ノ島電鉄の江ノ島駅 - 腰越駅間の併用軌道
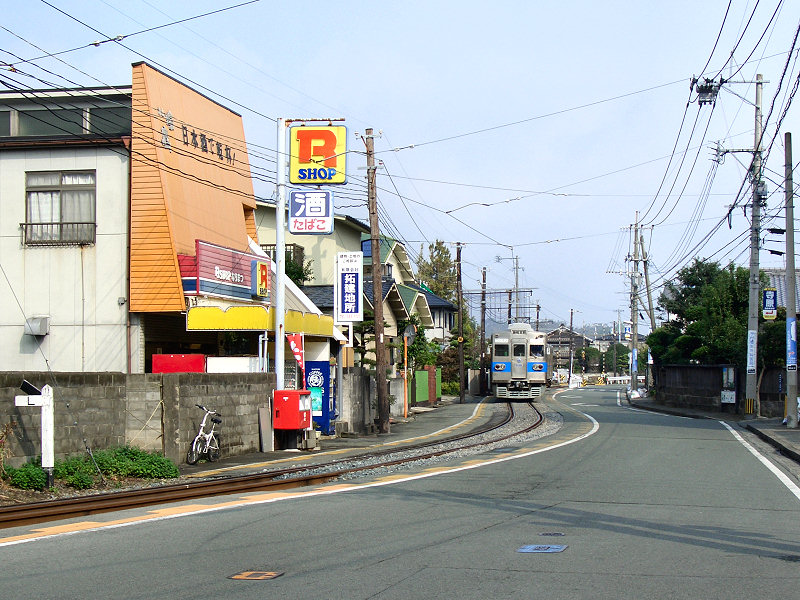
熊本電気鉄道の藤崎宮前駅 - 黒髪町駅間の併用軌道（2006年9月）
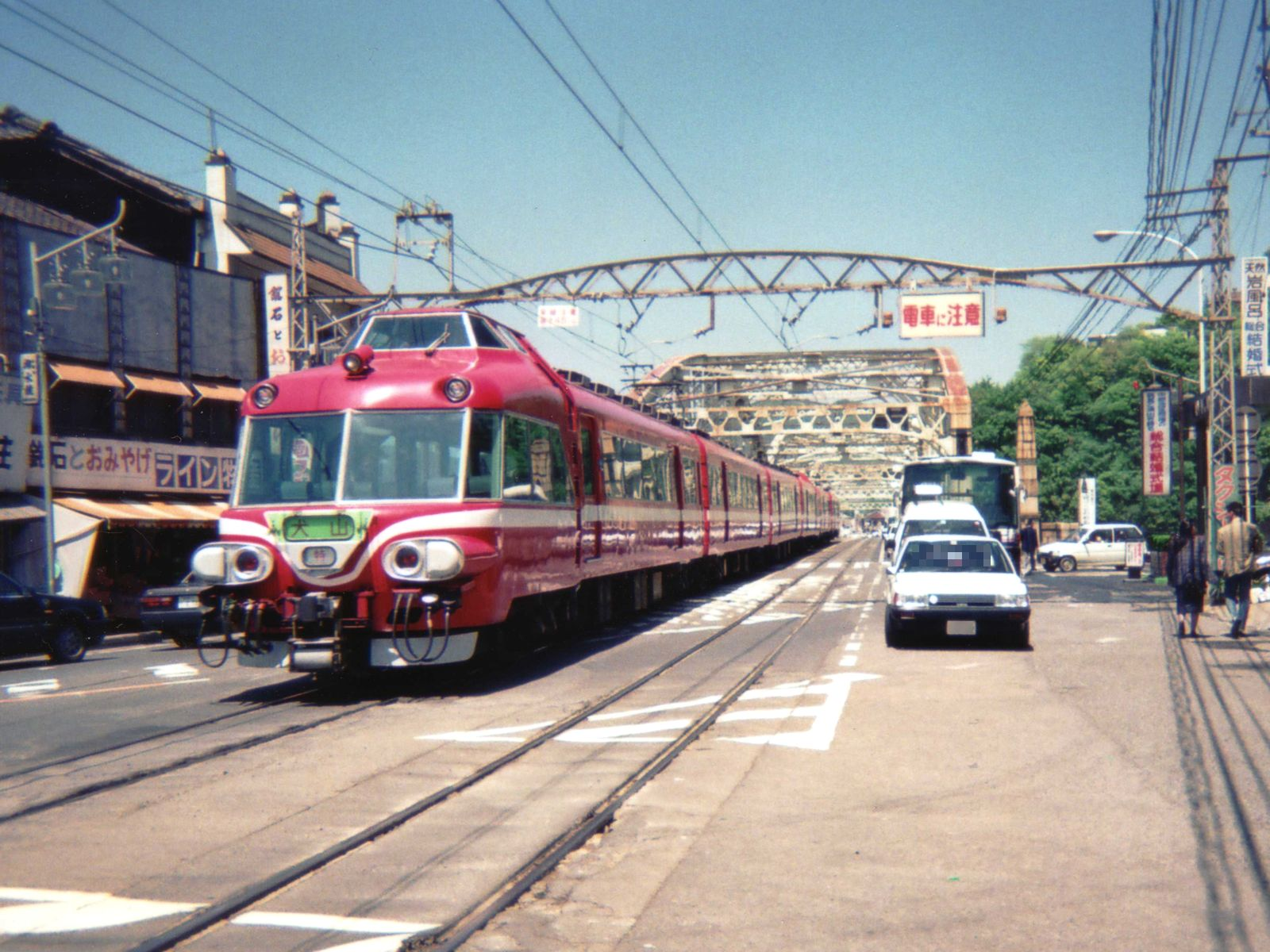
かつて併用軌道であった犬山橋は、道路交通の増加のため専用軌道化された（1990年5月）

### 併用軌道の維持管理
1961年（昭和36年）の「軌道敷の修繕等の取扱要綱」により併用軌道での車両の通行が認められる場合には道路管理者が一定の費用を負担することとしている。

## 欧州における併用軌道

### ドイツ
ドイツでは1960年代に多くの都市で路面電車の地下化と併用軌道の完全専用軌道化が進められた。
シュツットガルトでも1962年から路面電車の地下化と併用軌道の完全専用軌道化が始められた。その方法は代行バスの運行ではなく、路面電車用の軌間1,000㎜の線路と地下部の1,435㎜共用の3線軌条とし、改軌済の路線のホームも軌間1,435㎜用の高いホームと軌間1,000㎜用の低いホームの両方を建設して併用軌道を完全専用軌道化する方法がとられた。

### フランス
フランスのトラム（1992年一部区間先行開業）は併用軌道であるが軌道への自動車の進入は禁止されている。

## ギャラリー

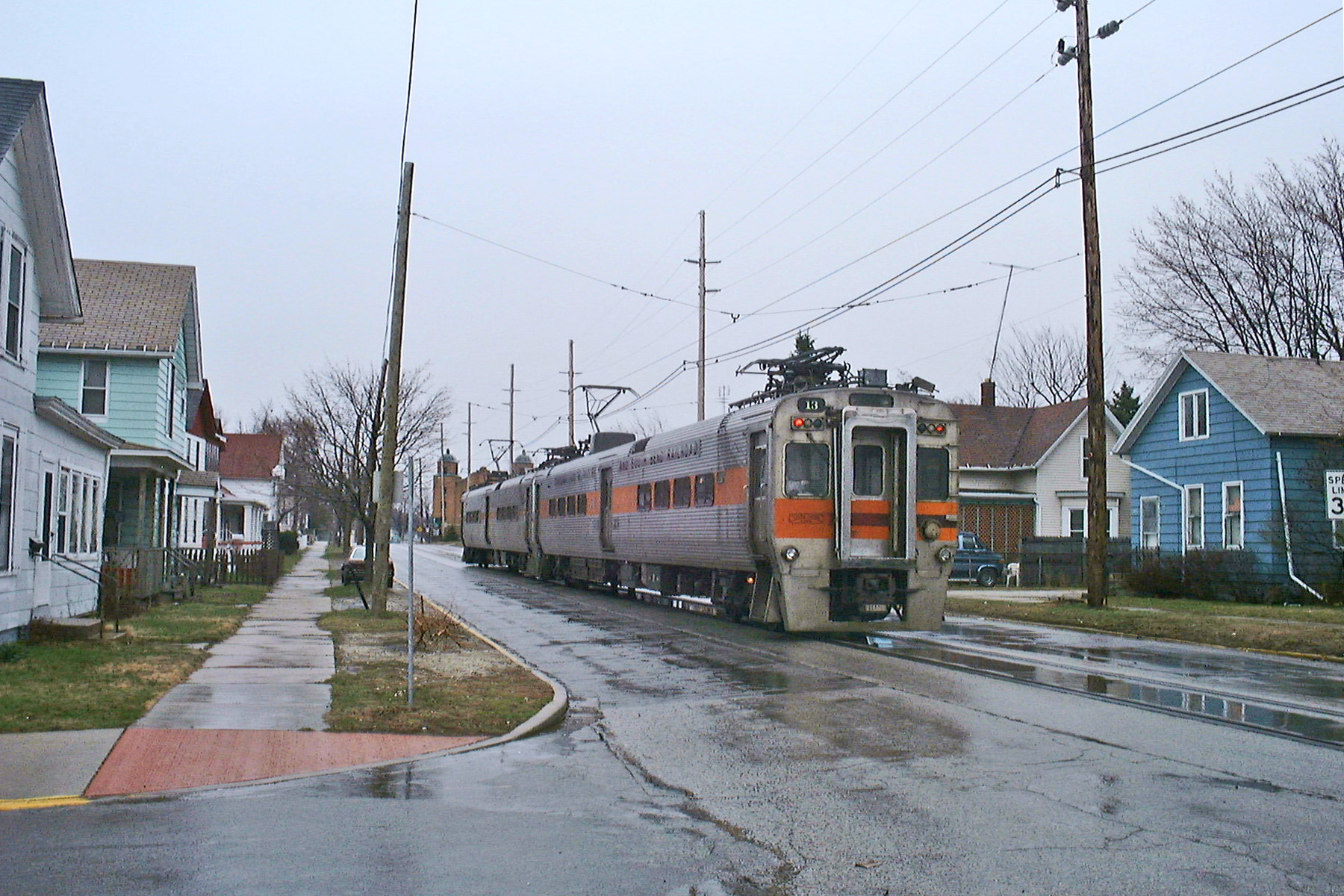
住宅地を走るアメリカのサウスショアー線